# Patrick Mary O’Donnell

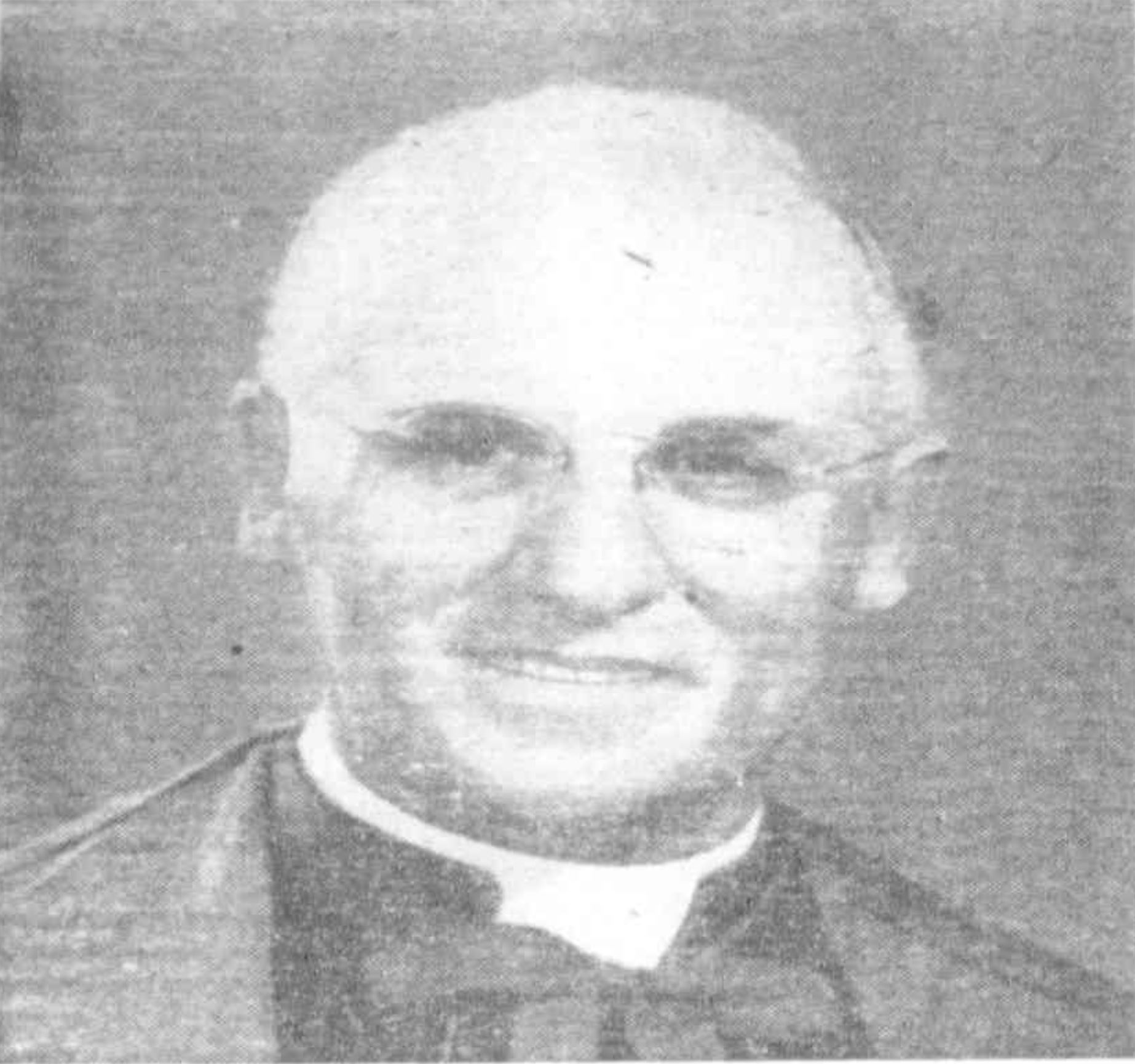
Patrick Mary O’Donnell (1953)

Patrick Mary O’Donnell (* 2. Februar 1897 in Fethard, Irland; † 2. November 1980 in Brisbane) war ein irisch-australischer Geistlicher. Von 1965 bis 1973 war er römisch-katholischer Erzbischof von Brisbane.

## Leben
O’Donnell, jüngstes von sechzehn Kindern eines Textilhändlers, studierte am Jesuitenkolleg in Limerick und an der Päpstlichen Universität Urbaniana. Er empfing am 15. April 1922 in der Lateranbasilika die Priesterweihe durch Kardinalvikar Basilio Pompilj und wurde ins australische Bistum Sale entsandt, wo mit Patrick Phelan ein Freund seiner Familie als Bischof amtierte. Er wirkte als Kurat und Gemeindepfarrer und erwarb sich ab den 1930er-Jahren einen Ruf als wortgewandter Prediger. 1941 stieg O’Donnell zum Generalvikar der Diözese auf. 1947 reiste er mit dem Apostolischen Delegaten Giovanni Panico nach Europa und traf dort unter anderem Angelo Roncalli, den späteren Papst Johannes XXIII.
Am 9. Dezember 1948 ernannte ihn Papst Pius XII. zum Titularerzbischof von Pelusium und bestellte ihn zum Koadjutorerzbischof von Brisbane. Die Bischofsweihe spendete ihm am 17. März 1949 Norman Thomas Kardinal Gilroy, Erzbischof von Sydney. Mitkonsekratoren waren Richard Ryan, Bischof von Sale, und Edmund John Aloysius Gleeson, Bischof von Maitland. 1950 wurde er Mitglied im katholischen Komitee für Immigration, dessen Präsident er von 1954 bis 1972 war. Von 1962 bis 1965 nahm er als Konzilsvater am Zweiten Vatikanischen Konzil teil. 
Am 10. April 1965 wurde O’Donnell als Nachfolger des verstorbenen James Duhig neuer Erzbischof von Brisbane. Persönlich konservativ, zögerte er, die Reformen des Zweiten Vatikanischen Konzils umzusetzen, und entschied sich, diesen Prozess innerhalb des Erzbistums lediglich zu moderieren. Die diözesane Kurie wurde in der Amtszeit O’Donnells jedoch modernisiert und effizienter.
Papst Paul VI. nahm am 5. März 1973 sein altersbedingtes Rücktrittsgesuch an. Patrick Mary O’Donnell starb im November 1980 und wurde in der Kathedrale St. Stephen beigesetzt.